# Diapheromera carolina
Diapheromera carolina är en insektsart som beskrevs av Scudder, S.H. 1901. Diapheromera carolina ingår i släktet Diapheromera och familjen Diapheromeridae. Inga underarter finns listade i Catalogue of Life.